# یونین جی
یونین جی (انگلیسی: Union J) نام گروه موسیقی پسرانه بریتانیایی در سبک پاپ است که در سال ۲۰۱۱ تشکیل شد. خواننده این گروه جورج شلی است. این گروه در سال ۲۰۱۲ در نهمین فصل مسابقه اکس فکتور شرکت کردند و در نهایت چهارم شدند. آنها در سال ۲۰۱۳ اولین آلبومشان با نام یونین جی منتشر کردند که در چارت بریتانیا ششم شد.